# Ancylolomia likiangella
Ancylolomia likiangella là một loài bướm đêm trong họ Crambidae.